# 352 Dywizja Strzelecka (ZSRR)
352 Dywizja Strzelecka (ros. 352-я стрелковая дивизия) – związek taktyczny (dywizja) Armii Czerwonej.
Sformowana w czasie II wojny światowej, w 1941 roku. Broniła Moskwy przed niemieckim najeźdźcą, wyzwalała Białoruś.